# Colonizzazione di Cerere

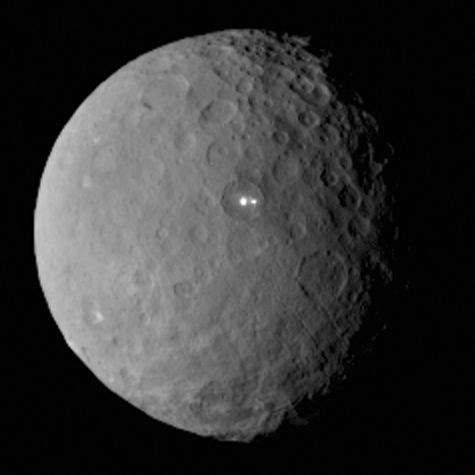
Cerere

Cerere è stato proposto come un possibile obiettivo per la colonizzazione umana nel sistema solare interno.

## Condizioni fisiche
Cerere è un pianeta nano situato nella fascia degli asteroidi. La sua massa rappresenta circa un terzo della massa totale della Cintura stessa. Questo planetoide risulta essere il settimo corpo più grande del sistema solare interno ed il corpo più grande della medesima Cintura. È caratterizzato da una forma sferoidale, con una superficie contraddistinta da una accelerazione gravitazionale pari a circa il 2,8% di quella terrestre. La sua superficie è pari all'1,9% delle terre emerse del nostro pianeta, raggiungendo all'incirca le dimensioni dell'Argentina.
Le osservazioni svolte fino ad ora indicano che Cerere conterrebbe grandi quantità di ghiaccio d'acqua, circa il 10% del totale dell'acqua di tutti gli oceani terrestri.
L'irraggiamento solare è di circa 150 W/m2 (al suo afelio), che è nove volte inferiore rispetto a quello sulla Terra e comunque sarebbe sufficiente per il funzionamento di centrali elettriche ad energia solare.

## Posizione geografica
Essendo il corpo più grande della fascia degli asteroidi, Cerere potrebbe ipoteticamente diventare una base principale con funzione di centro di smistamento per un futuro complesso minerario situato nella zona degli asteroidi, per raccogliere le risorse minerarie da trasferire su Marte, sulla Luna e sulla Terra.
La sua colonizzazione potrebbe anche diventare un passo verso la colonizzazione del sistema solare esterno, come le lune di Giove. Per via della sua piccola velocità di fuga e per le grandi quantità di acqua, Cerere potrebbe anche essere usato come fonte di acqua, ossigeno e idrogeno per astronavi di passaggio.
La costruzione di una colonia permanente su Cerere potrebbe essere preceduta dalla costruzione di una colonia sulla Luna o su Marte. Come conseguenza delle dimensioni del semiasse maggiore della sua orbita, Cerere ha finestre di lancio più frequenti da e per lo spazio cislunare rispetto a Marte, e quindi il tempo di viaggio sarebbe leggermente inferiore. In virtù di tutto questo sarebbero quindi richieste minori quantità di risorse (ad esempio carburante) allo scopo di trasportare materiali dalla Luna o Marte a Cerere che dalla Terra. 

## Difficoltà potenziali

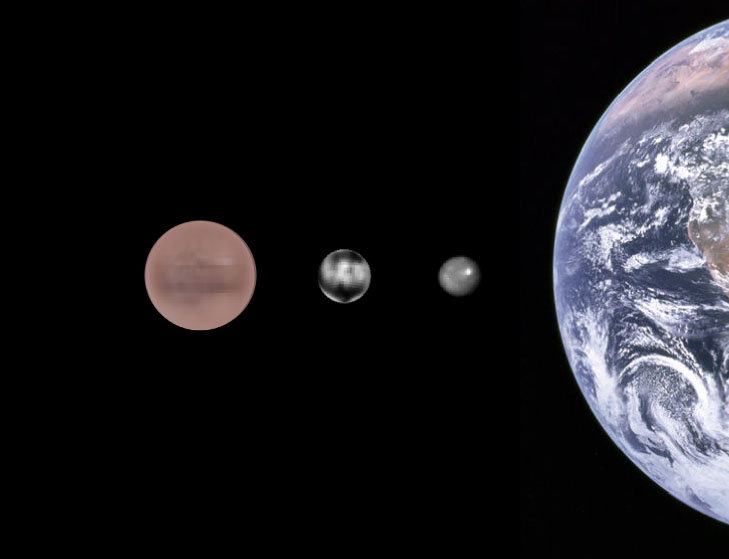
L'immagine mostra, da sinistra a destra, Eris, Caronte, Cerere e la Terra

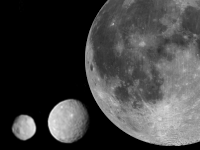
4 Vesta, Cerere, e la Luna (le dimensioni sono in proporzione, le distanze no)

- Le colonie e i veicoli spaziali eventualmente utilizzati nella zona in cui si trova Cerere correrebbero maggiori rischi di impatto contro asteroidi, rispetto ad altre regioni del sistema solare, a causa della posizione nella Cintura degli Asteroidi.
- Cerere è totalmente sprovvisto di campo magnetico naturale.
- Non è ancora stata verificata la presenza di atmosfera, che però è ipotizzata.
- Cerere riceve relativamente poca radiazione solare.
- Il Delta-v da e per lo spazio cislunare è piuttosto maggiore rispetto a quello verso Marte.